# Lagoa Grande (Pernambuco)
Lagoa Grande es un municipio brasileño del estado de Pernambuco. Tiene una población estimada al 2020 de 52 849 habitantes.

## Historia
Su nombre surgió a partir de una laguna de agua dulce de la cual todos los habitantes de la localidad se aprovisionaban. De ahí surgió el nombre de Lagoa Grande (Laguna Grande).
Lagoa Grande, se emancipó el día 16 de junio de 1995 del municipio de Santa Maria da Boa Vista. Tuvo cómo primer alcalde a Jorge Roberto Garziera.
Tiene como actividad principal la fruticultura (especialmente uvas), siendo su fuente principal de ingresos; además de la vinicultura.